# 糜文浩
糜文浩（1901年—1927年5月11日），化名李仲苏，江苏无锡玉祁人，共产党员。曾参与组织上海第三次工人武装起义。1927年5月11日，于上海枫林桥畔刑场被国民政府处决。

## 简介
1922年，考进上海邮政总局工作。
1923年，经郑振锋介绍进上海商务印书馆工作。同年秋，进入上海大学社会学系学习。就读期间加入由同为无锡籍学生安剑平创办的中国孤星社，并担任该社《孤星》旬刊的理事和编辑。曾在该刊发表了题为《挽救中国的第一步》的长篇论文。
1924年，经徐梅坤和杨贤江介绍，糜文浩于上海大学加入中国共产党。同年前往苏联留学，就读于莫斯科东方大学。
1927年，参与上海工人第三次武装起义准备工作，组织上海总工会和工人纠察队，负责枪械弹药和其他军需物品的筹集和供应，并于武装起义当天直接参与了南市区的战斗。